# Synnerstörs grund
Synnerstörs grund är en ö i Finland. Den ligger i Norra kvarken och i kommunen Malax i den ekonomiska regionen  Vasa i landskapet Österbotten, i den västra delen av landet. Ön ligger omkring 22 kilometer sydväst om Vasa och omkring 370 kilometer nordväst om Helsingfors.
Öns area är 63,5 hektar och dess största längd är 1,3 kilometer i nord-sydlig riktning.